# آنا یاگوجینسکا
آنا یاگوجینسکا (لهستانی: Anna Jagodzińska؛ زادهٔ ۱۲ سپتامبر ۱۹۸۷) مانکن اهل لهستان است.
عکس وی بر روی جلد مجلات مشهور مختلفی بوده است و وبگاه «مدلز دات کام» او را در ردهٔ نهم مدل‌های برتر خود در دسامبر ۲۰۱۱ میلادی قرار دارد.